# Paul Michel Gabriel Lévy
Paul Michel Gabriel, Baron Lévy (27 de noviembre de 1910 – 16 de agosto de 2002) fue un periodista y profesor belga. Nacido en Bruselas, Lévy fue sobreviviente del Holocausto. Trabajó durante muchos años como Director de Información en el Consejo de Europa, ayudando a crear la Bandera de Europa en los años 50 en colaboración con Arsène Heitz.

## Biografía
Antes de la guerra, Lévy dirigió los servicios de información de la emisora nacional belga, el Institut National de Radiodiffusion (INR). Durante la ocupación, se negó a colaborar con la radio respaldada por Alemania y fue despedido y arrestado. Fue enviado a Fuerte de Breendonk, un campo de prisioneros alemán cerca de Malinas. Liberado en 1941, fue puesto bajo vigilancia por las autoridades alemanas en Bruselas, pero logró escapar a Gran Bretaña a través de la red Zéro en julio de 1942, donde se unió a Antoine Delfosse, ministro y comandante del Ejército de la Liberación (AL), principal grupo de resistencia belga. Trabajó junto a Delfosse en el Ministerio de Justicia del gobierno belga en Londres. También fue un locutor recurrente en Radio Belgique, la estación de radio en francés y neerlandés de la BBC que transmitía para la Bélgica ocupada. Su trabajo principal fue, sin embargo, en la Commission belge pour l'étude des problèmes d'après-guerre ("Comisión belga de estudio de los problemas de posguerra"), donde fundó la Mission Samoyède, que planeaba establecer transmisiones de radio en Bélgica poco después de la liberación. Tras la invasión de Europa por los aliados, regresó al continente trabajando como intérprete y responsable de prensa junto al general Henning Linden. Su cobertura incluyó la liberación del campo de concentración de Dachau.
Lévy se había convertido al catolicismo en julio de 1940. En 1950, se unió al personal del recién creado Consejo de Europa de Winston Churchill y se convirtió en el primer jefe de su Departamento de Cultura. Después de la liberación, y a pesar de tener inclinaciones socialistas, trabajó para el nuevo partido Unión Democrática Belga (UDB-BDU). En 1946 fue elegido diputado por la región de Nivelles como único candidato triunfante de la UDB-BDU. Renunció para volver a trabajar en la radio.
Se dice que Lévy fue el inventor del neologismo irenología, término que hace referencia al estudio de la paz.

## Bandera de Europa

Bandera de Europa dibujada por Lévy en 1955, usada desde 1993 como bandera de la Unión Europea.

Lévy tuvo que revisar una por una todas las propuestas para una bandera de Europa y redactó el diseño exacto de la propuesta del finalista Arsène Heitz para un círculo de estrellas..
Según una anécdota publicada en 1998 en Die Welt, Lévy pasó junto a una estatua de la Virgen María con una aureola de estrellas y quedó impresionado por la forma en que las estrellas, reflejando el sol, brillaban ante el azul del cielo. Lévy visitó más tarde a Léon Marchal, el entonces Secretario General del Consejo de Europa, y le sugirió que proponga doce estrellas doradas sobre fondo azul como motivo de la bandera de Europa.
Por otro lado, un artículo de 2004 en The Economist atribuyó una declaración a Heitz, en la que afirma haberse inspirado en Apocalipsis 12:1. Lévy ha declarado que solo se le informó de la conexión con el Libro del Apocalipsis después de su elección.

## Títulos y órdenes
- Nombrado Barón por el rey Alberto II en el año 2000.
- Gran Oficial de la Orden de Leopoldo.
- Gran Oficial de la Orden de la Corona.
- Gran Oficial de la Orden de Leopoldo II.
- Comendador de la Pontificia Orden Ecuestre de San Silvestre Papa y Mártir.